# Воїн Світла
Воїн Світла (біл. Воін Сьвятла) — міжнародна українсько-білоруська премія пам'яті білоруського активіста євромайдану і журналіста, члена Самооборони Майдану, кавалера ордена героїв Небесної сотні Михайла Жизневського.

## Історія
Заснована в серпні 2015 року за результатами Міжнародного українсько-білоруського семінару, який пройшов 1-2 липня 2015 року в Національній спілці письменників України.
Премію щорічно присуджують «за книгу українського або білоруського автора, в якій діє благородний, сміливий герой, який бореться за справедливість, провіщає загальнолюдські цінності і є прикладом для наслідування».
Лауреатом вручається диплом, грошову премію та статуетка «Воїн світла» з написом.
Білоруські учасники семінару відзначили, що Україна є для білорусів новим геополітичним центром, який допоможе Білорусі вижити в умовах тотальної русифікаціі і наступу російського світу.
За задумом організаторів, в конкурсі беруть участь письменники з Білорусі та України, а за підсумками відбору визначається по одному переможцю від країни.
26 січня 2016 року у Києві вручили дебютну літературну премію «Воїн світла» за найкращу прозову книгу, яка відстоює свободу, справедливість і людські ідеали.
Голова Київської міської організації Національної спілки письменників України Володимир Даниленко під час вручення літературної премії повідомив:
|  | Премія вручається в день народження Михайла Жизневського і присвячується йому. В цьому році від України лауреатом, за рішенням журі, став Богдан Жолдак за роман про російсько-українську війну на Донбасі "Укри" та білоруському письменнику Анатолію Боровському за книжку "Волею обраний" про національно-визвольну боротьбу білоруського народу проти Російської імперії в 1863-1864 роках. |

Даниленко також зазначив, що в цьому році вручення премії дебютне, проте організатори запланували зробити таку винагороду щорічно і відродити в Україні напрямок лицарських романів.
Переможець конкурсу від України письменник Богдан Жолдак під час вручення розповів, що його роман присвячений реальній історії, а саме загиблому бійцеві АТО:
|  | Головна ідея моєї книжки — показати величезну несправедливість до бійців АТО. Книжка присвячена чоловікові, який мав поранення, мав нагороди, в музеї має свою експозицію, а матері загиблого не дають ще й досі посвідчення, що він учасник АТО... Сюжет писався на реальній історії, на реальних подіях і присвячений герою, який загинув, коли йому було 18 років. Його вбили вночі в поїзді і викинули з вагону. Визначним є й те, що хлопець додав собі віку, щоб потрапити в АТО. |

Другий переможець конкурсу білоруський письменник Анатолій Боровський розповів, що дуже радий отриманій нагороді, та висловив сподівання, що український народ переможе у своїй боротьбі за свободу:
|  | Якщо казати про мій роман про Калиновського, то там простягнулися шляхи до ваших окраїн... Мені дуже приємно знаходитися серед вас, серед українського народу і особливо на цих пам'ятних місцинах, які зворушили не тільки Україну а й усю земну кулю. Добивайтеся своєї волі, бо Жизневський загинув за Україну, за Білорусь... Я думаю, що ми переможемо. Спочатку ви, а ми слідом за вами. |

## Лауреати
- 2016 — Анатолій Боровський (роман «Волею обраний») і Богдан Жолдак (роман «Укри»)
- 2017 — Міхась Скобла (книга есе «Саркофаги страху») і Микола Хомич (роман «Загадка гробниці»)
- 2018 — Валентин Дубоватка (повість «Чужий») і Артем Чех (книга есе «Точка Нуль»)